# Campionatul Mondial de Volei Masculin FIVB din 2022
Campionatul Mondial de Volei Masculin FIVB din 2022 a fost cea de-a douăzecea ediție a Campionatului Mondial de Volei Masculin organizată de FIVB. A fost găzduită de Polonia și Slovenia din 26 august până pe 11 septembrie 2022. Competiția urma să se desfășoare în aceeași perioadă în Rusia, dar a fost mutată în Polonia și Slovenia după invadarea Ucrainei de către Rusia.

## Alegerea gazdei
Pe 15 noiembrie 2018, la Congresul FIVB de la Cancún, Mexic, FIVB a anunțat inițial că turneul va avea loc în Rusia. Turneul urma să se desfășoare în zece orașe (Moscova, Sankt Petersburg, Kaliningrad, Iaroslavl, Kazan, Ufa, Ekaterinburg, Novosibirsk, Kemerovo și Krasnoiarsk).
La 9 decembrie 2019, AMA a dat inițial Rusiei o interdicție de patru ani de la toate evenimentele sportive majore, după ce RUSADA a fost găsită neconformă pentru că a predat anchetatorilor date de laborator manipulate. Hotărârea AMA a permis sportivilor care nu au fost implicați în dopaj sau în mușamalizarea datelor să concureze, dar a interzis utilizarea steagului și imnului Rusiei la marile evenimente sportive internaționale. Cu toate acestea, echipa națională a Rusiei putea în continuare să participe la calificări, deoarece interdicția se aplică doar la turneul final pentru a decide campionii mondiali. Hotărârea a fost atacată la Tribunalul de Arbitraj Sportiv (TAS), care a dat dreptate RUSADA la 17 decembrie 2020, dar a redus interdicția de la patru la doi ani, expirând la 16 decembrie 2022. Hotărârea TAS a permis, de asemenea, afișarea numelui „Rusia” pe echipamente, precum și afișarea culorilor Rusiei, dacă cuvintele „Atlet neutru” sau Echipă neutră aveau o proeminență egală. Deoarece Rusia era deja calificată, jucătorii săi nu au putut folosi doar numele țării lor, steagul sau imnul la campionat, ca urmare a interdicției de doi ani de la campionatele mondiale în orice sport. Rusia a fost programată să concureze sub denumirea de Federația de Volei a Rusiei (FVR).
Din cauza invaziei rusești din 2022 în Ucraina, Țările de Jos a amenințat că va boicota campionatul dacă Rusia va rămâne gazdă. Acest lucru a fost confirmat de asociația olandeză de volei la 28 februarie 2022. Rusiei i s-a retras ulterior dreptul de organizare la 1 martie 2022 din cauza invaziei sale.
A fost deschis un proces accelerat de alegere a țării gazdă a turneului. Faza grupelor putea fi găzduită de mai multe țări, în fazele optimilor de finală și a sferturilor de finală puteau exista până la două țări-gazdă, iar pentru semifinale și finală, o singură țară.
La 15 aprilie 2022, FIVB a anunțat că Polonia și Slovenia vor găzdui Campionatul Mondial masculin din 2022.

## Format

### Runda preliminară
În prima rundă, cele 24 de echipe vor fi repartizate în șase grupe de câte patru echipe care vor juca în format fiecare cu fiecare, un singur meci. Primele două echipe din fiecare grupă și cele mai bune patru echipe de pe locul al treilea se vor califica în runda finală.

### Runda eliminatorie
Echipele calificate din runda preliminară vor participa la faza eliminatorie. Învingătoarele din optimile de finală vor avansa în sferturile de finală, semifinale. Câștigătoarele semifinalelor se vor califica în finală, iar învinsele vor jucat meciul pentru locul al treilea.

## Compunerea grupelor
Cele 24 de echipe au fost distribuite în 6 grupe a câte 4 echipe. Echipele au fost înscrise pe prima poziție a fiecărei grupe, urmând sistemul serpentină, în funcție de clasamentul lor mondial FIVB la 20 septembrie 2021. FIVB și-a rezervat dreptul de a înscrie gazdele drept cap de serie în grupa A, indiferent de clasamentul mondial. Toate echipele care nu au fost cap de serie au fost trase la sorți pentru a ocupa alte poziții disponibile în liniile rămase, conform clasamentului mondial. Tragerea la sorți a avut loc la Palatul de gimnastică Irina Viner-Usmanova din Moscova, Rusia, la 30 septembrie 2021. Locurile din clasament sunt indicate în paranteze, cu excepția gazdei inițiale care s-a clasat pe locul trei.
| Echipele favorite                                                                                | Urna 1                                                                        | Urna 2                                                                         | Urna 3                                                                       |
| ------------------------------------------------------------------------------------------------ | ----------------------------------------------------------------------------- | ------------------------------------------------------------------------------ | ---------------------------------------------------------------------------- |
| FRV (Gazdă; ulterior DS) Brazilia (1) Polonia (2) (Co-hosts) Franța (4) Italia (5) Argentina (6) | SUA (7) Slovenia (8) (Co-gazdă) Serbia (9) Iran (10) Japonia (11) Canada (12) | Cuba (13) Tunisia (14) Țările de Jos (15) Germania (16) Mexic (17) Turcia (18) | Egipt (19) Qatar (20) Bulgaria (21) China (22) Puerto Rico (24) Camerun (25) |

Tragerea la sorți
| Grupa A      | Grupa B  | Grupa C  | Grupa D  | Grupa E | Grupa F       |
| ------------ | -------- | -------- | -------- | ------- | ------------- |
| FRV Ucraina* | Brazilia | Polonia  | Franța   | Italia  | Argentina     |
| Serbia       | Japonia  | SUA      | Slovenia | Canada  | Iran          |
| Tunisia      | Cuba     | Mexic    | Germania | Turcia  | Țările de Jos |
| Puerto Rico  | Qatar    | Bulgaria | Camerun  | China   | Egipt         |

- (*) Înlocuită după tragerea la sorți.

## Arene
| Grupele A, C și runda eliminatorie                                           | Runda eliminatorie                                                           | Grupele B, D, E, F și runda eliminatorie                                |
| ---------------------------------------------------------------------------- | ---------------------------------------------------------------------------- | ----------------------------------------------------------------------- |
| Katowice, Polonia                                                            | Gliwice, Polonia                                                             | Ljubljana, Slovenia                                                     |
| Spodek                                                                       | Gliwice Arena                                                                | Arena Stožice                                                           |
| Capacitate: 11.036                                                           | Capacitate: 13.752                                                           | Capacitate: 12.480                                                      |
|                                                                              |                                                                              |                                                                         |
| KatowiceGliwiceCampionatul Mondial de Volei Masculin FIVB din 2022 (Polonia) | KatowiceGliwiceCampionatul Mondial de Volei Masculin FIVB din 2022 (Polonia) | LjubljanaCampionatul Mondial de Volei Masculin FIVB din 2022 (Slovenia) |

## Faza preliminară
| Calificare pentru optimile de finală |

### Grupa A
| L | Echipa      | M | V | Î | P | SC | SP | Ratio 1 | PÎ  | PP  | Ratio 2 |
| - | ----------- | - | - | - | - | -- | -- | ------- | --- | --- | ------- |
| 1 | Serbia      | 3 | 3 | 0 | 9 | 9  | 0  | MAX     | 233 | 187 | 1,246   |
| 2 | Ucraina     | 3 | 2 | 1 | 6 | 6  | 4  | 1,500   | 241 | 211 | 1,142   |
| 3 | Tunisia     | 3 | 1 | 2 | 3 | 3  | 6  | 0,500   | 189 | 210 | 0,900   |
| 4 | Puerto Rico | 3 | 0 | 3 | 0 | 1  | 9  | 0,111   | 197 | 250 | 0,788   |

Legendă:
M= meciuri jucate, V=victorii, Î=înfrângeri, P=puncte, SC=seturi câștigate, SP=seturi pierdute, PM=puncte marcate, PP=puncte încasate

### Grupa B
| L | Echipa   | M | V | Î | P | SC | SP | Ratio 1 | PÎ  | PP  | Ratio 2 |
| - | -------- | - | - | - | - | -- | -- | ------- | --- | --- | ------- |
| 1 | Brazilia | 3 | 3 | 0 | 8 | 9  | 2  | 4,500   | 271 | 222 | 1,221   |
| 2 | Japonia  | 3 | 2 | 1 | 6 | 6  | 4  | 1,500   | 226 | 205 | 1,102   |
| 3 | Cuba     | 3 | 1 | 2 | 4 | 6  | 7  | 0,857   | 281 | 302 | 0,930   |
| 4 | Qatar    | 3 | 0 | 3 | 0 | 1  | 9  | 0,111   | 199 | 248 | 0,802   |

Legendă:
M= meciuri jucate, V=victorii, Î=înfrângeri, P=puncte, SC=seturi câștigate, SP=seturi pierdute, PM=puncte marcate, PP=puncte încasate

### Grupa C
| L | Echipa   | M | V | Î | P | SC | SP | Ratio 1 | PÎ  | PP  | Ratio 2 |
| - | -------- | - | - | - | - | -- | -- | ------- | --- | --- | ------- |
| 1 | Polonia  | 3 | 3 | 0 | 9 | 9  | 1  | 9,000   | 248 | 188 | 1,319   |
| 2 | SUA      | 3 | 2 | 1 | 6 | 7  | 3  | 2,333   | 237 | 215 | 1,102   |
| 3 | Mexic    | 3 | 1 | 2 | 2 | 3  | 8  | 0,375   | 211 | 259 | 0,815   |
| 4 | Bulgaria | 3 | 0 | 3 | 1 | 2  | 9  | 0,222   | 228 | 262 | 0,870   |

Legendă:
M= meciuri jucate, V=victorii, Î=înfrângeri, P=puncte, SC=seturi câștigate, SP=seturi pierdute, PM=puncte marcate, PP=puncte încasate

### Grupa D
| L | Echipa   | M | V | Î | P | SC | SP | Ratio 1 | PÎ  | PP  | Ratio 2 |
| - | -------- | - | - | - | - | -- | -- | ------- | --- | --- | ------- |
| 1 | Franța   | 3 | 3 | 0 | 8 | 9  | 2  | 4,500   | 273 | 242 | 1,128   |
| 2 | Slovenia | 3 | 2 | 1 | 7 | 8  | 3  | 2,667   | 260 | 237 | 1,097   |
| 3 | Germania | 3 | 1 | 2 | 3 | 3  | 6  | 0,500   | 207 | 215 | 0,963   |
| 4 | Camerun  | 3 | 0 | 3 | 0 | 0  | 9  | 0,000   | 184 | 230 | 0,800   |

Legendă:
M= meciuri jucate, V=victorii, Î=înfrângeri, P=puncte, SC=seturi câștigate, SP=seturi pierdute, PM=puncte marcate, PP=puncte încasate

### Grupa E
| L | Echipa | M | V | Î | P | SC | SP | Ratio 1 | PÎ  | PP  | Ratio 2 |
| - | ------ | - | - | - | - | -- | -- | ------- | --- | --- | ------- |
| 1 | Italia | 3 | 3 | 0 | 9 | 9  | 0  | MAX     | 239 | 166 | 1,440   |
| 2 | Turcia | 3 | 2 | 1 | 6 | 6  | 3  | 2,000   | 210 | 186 | 1,129   |
| 3 | Canada | 3 | 1 | 2 | 3 | 3  | 6  | 0,500   | 206 | 231 | 0,892   |
| 4 | China  | 3 | 0 | 3 | 0 | 0  | 9  | 0,000   | 153 | 225 | 0,680   |

Legendă:
M= meciuri jucate, V=victorii, Î=înfrângeri, P=puncte, SC=seturi câștigate, SP=seturi pierdute, PM=puncte marcate, PP=puncte încasate

### Grupa F
| L | Echipa        | M | V | Î | P | SC | SP | Ratio 1 | PÎ  | PP  | Ratio 2 |
| - | ------------- | - | - | - | - | -- | -- | ------- | --- | --- | ------- |
| 1 | Țările de Jos | 3 | 3 | 0 | 8 | 9  | 3  | 3,000   | 286 | 250 | 1,144   |
| 2 | Iran          | 3 | 2 | 1 | 5 | 7  | 6  | 1,167   | 313 | 302 | 1,036   |
| 3 | Argentina     | 3 | 1 | 2 | 4 | 7  | 8  | 0,875   | 351 | 347 | 1,012   |
| 4 | Egipt         | 3 | 0 | 3 | 1 | 3  | 9  | 0,333   | 239 | 290 | 0,824   |

Legendă:
M= meciuri jucate, V=victorii, Î=înfrângeri, P=puncte, SC=seturi câștigate, SP=seturi pierdute, PM=puncte marcate, PP=puncte încasate

## Runda eliminatorie
|  | Optimi de finală       | Optimi de finală       |                        |   | Sferturi de finală    | Sferturi de finală    |                        |                        | Semifinale | Semifinale |  |  | Finala | Finala |
|  |                        |                        |                        |   |                       |                       |                        |                        |            |            |  |  |        |        |
|  | 4 septembrie–Gliwice   |                        |                        |   |                       |                       |                        |                        |            |            |  |  |        |        |
|  |                        |                        |                        |   |                       |                       |                        |                        |            |            |  |  |        |        |
|  | Polonia                | 3                      |                        |   |                       |                       |                        |                        |            |            |  |  |        |        |
|  | Polonia                | 3                      | 8 septembrie–Gliwice   |   |                       |                       |                        |                        |            |            |  |  |        |        |
|  | Tunisia                | 0                      |                        |   |                       |                       |                        |                        |            |            |  |  |        |        |
|  | Tunisia                | 0                      | Polonia                | 3 |                       |                       |                        |                        |            |            |  |  |        |        |
|  | 4 septembrie–Gliwice   |                        | Polonia                | 3 |                       |                       |                        |                        |            |            |  |  |        |        |
|  |                        | SUA                    | 2                      |   |                       |                       |                        |                        |            |            |  |  |        |        |
|  | SUA                    | SUA                    | 2                      | 3 |                       |                       |                        |                        |            |            |  |  |        |        |
|  | SUA                    |                        | 10 septembrie–Gliwice  | 3 |                       |                       |                        |                        |            |            |  |  |        |        |
|  | Turcia                 | 2                      |                        |   |                       |                       |                        |                        |            |            |  |  |        |        |
|  | Turcia                 | 2                      | Polonia                | 3 |                       |                       |                        |                        |            |            |  |  |        |        |
|  | 6 septembrie–Gliwice   |                        | Polonia                | 3 |                       |                       |                        |                        |            |            |  |  |        |        |
|  |                        | Brazilia               | 1                      |   |                       |                       |                        |                        |            |            |  |  |        |        |
|  | Serbia                 | Brazilia               | 1                      | 0 |                       |                       |                        |                        |            |            |  |  |        |        |
|  | Serbia                 | 8 septembrie–Gliwice   |                        | 0 |                       |                       |                        |                        |            |            |  |  |        |        |
|  | Argentina              | 3                      |                        |   |                       |                       |                        |                        |            |            |  |  |        |        |
|  | Argentina              | 3                      | Argentina              | 1 |                       |                       |                        |                        |            |            |  |  |        |        |
|  | 6 septembrie–Gliwice   |                        | Argentina              | 1 |                       |                       |                        |                        |            |            |  |  |        |        |
|  |                        | Brazilia               | 3                      |   |                       |                       |                        |                        |            |            |  |  |        |        |
|  | Brazilia               | Brazilia               | 3                      | 3 |                       |                       |                        |                        |            |            |  |  |        |        |
|  | Brazilia               |                        | 11 septembrie–Katowice | 3 |                       |                       |                        |                        |            |            |  |  |        |        |
|  | Iran                   | 0                      |                        |   |                       |                       |                        |                        |            |            |  |  |        |        |
|  | Iran                   | 0                      | Polonia                | 1 |                       |                       |                        |                        |            |            |  |  |        |        |
|  | 3 septembrie–Ljubljana |                        | Polonia                | 1 |                       |                       |                        |                        |            |            |  |  |        |        |
|  |                        | Italia                 | 3                      |   |                       |                       |                        |                        |            |            |  |  |        |        |
|  | Slovenia               | Italia                 | 3                      | 3 |                       |                       |                        |                        |            |            |  |  |        |        |
|  | Slovenia               | 7 septembrie–Ljubljana |                        | 3 |                       |                       |                        |                        |            |            |  |  |        |        |
|  | Germania               | 1                      |                        |   |                       |                       |                        |                        |            |            |  |  |        |        |
|  | Germania               | 1                      | Slovenia               | 3 |                       |                       |                        |                        |            |            |  |  |        |        |
|  | 5 septembrie–Ljubljana |                        | Slovenia               | 3 |                       |                       |                        |                        |            |            |  |  |        |        |
|  |                        | Ucraina                | 3                      |   |                       |                       |                        |                        |            |            |  |  |        |        |
|  | Țările de Jos          | Ucraina                | 3                      | 0 |                       |                       |                        |                        |            |            |  |  |        |        |
|  | Țările de Jos          |                        | 10 septembrie–Gliwice  | 0 |                       |                       |                        |                        |            |            |  |  |        |        |
|  | Ucraina                | 3                      |                        |   |                       |                       |                        |                        |            |            |  |  |        |        |
|  | Ucraina                | 3                      | Slovenia               | 0 |                       |                       |                        |                        |            |            |  |  |        |        |
|  | 3 septembrie–Ljubljana |                        | Slovenia               | 0 |                       |                       |                        |                        |            |            |  |  |        |        |
|  |                        | Italia                 | 3                      |   | Meciul pentru locul 3 | Meciul pentru locul 3 |                        |                        |            |            |  |  |        |        |
|  | Italia                 | Italia                 | 3                      | 3 | Meciul pentru locul 3 | Meciul pentru locul 3 |                        |                        |            |            |  |  |        |        |
|  | Italia                 | 7 septembrie–Ljubljana | 7 septembrie–Ljubljana | 3 |                       |                       | 11 septembrie–Katowice | 11 septembrie–Katowice |            |            |  |  |        |        |
|  | Cuba                   | 7 septembrie–Ljubljana | 7 septembrie–Ljubljana | 1 |                       |                       | 11 septembrie–Katowice | 11 septembrie–Katowice |            |            |  |  |        |        |
|  | Cuba                   | Italia                 | 3                      | 1 | Brazilia              | 3                     |                        |                        |            |            |  |  |        |        |
|  | 5 septembrie–Ljubljana | Italia                 | 3                      |   | Brazilia              | 3                     |                        |                        |            |            |  |  |        |        |
|  |                        | Franța                 | 2                      |   | Slovenia              |                       |                        |                        |            |            |  |  |        |        |
|  | Franța                 | Franța                 | 2                      | 3 | Slovenia              |                       |                        |                        |            |            |  |  |        |        |
|  | Franța                 |                        |                        | 3 |                       |                       |                        |                        |            |            |  |  |        |        |
|  | Japonia                | 2                      |                        |   |                       |                       |                        |                        |            |            |  |  |        |        |
|  | Japonia                | 2                      |                        |   |                       |                       |                        |                        |            |            |  |  |        |        |